# Referendum o přistoupení Maďarska k NATO

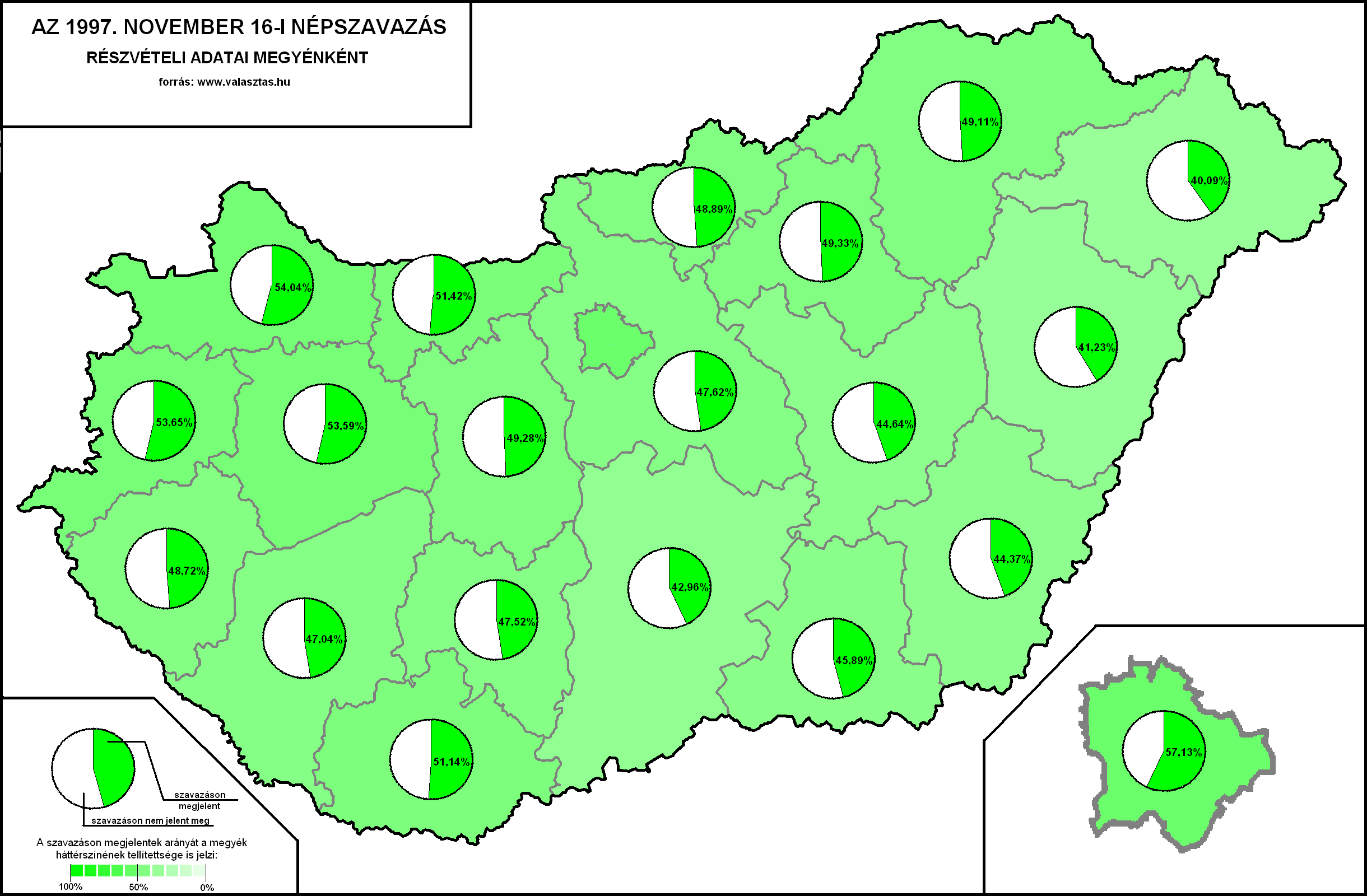
Mapa volební účasti referenda podle jednotlivých žup a hlavního města

Referendum o přistoupení Maďarska k Severoatlantické alianci (NATO) proběhlo 16. listopadu 1997. Hlasování bylo s volební účastí 49,24% platné a jelikož 85,33% voličů souhlasilo, Maďarsko se dne 12. března 1999 spolu s Českou republikou a Polskem stalo spojeneckým státem Severoatlantické aliance. 

## Otázka
- maďarsky : Egyetért-e azzal, hogy a Magyar Köztársaság a NATO-hoz csatlakozva biztosítsa az ország védettségét?
- překlad : Souhlasíte, aby Maďarská republika zajistila obranu země přistoupením k NATO?

## Kampaň

### ANO
- maďarská vláda — premiér Gyula Horn (MSZP)
- maďarský parlament — všechny politické subjekty po volbách 1994:
  - Fidesz – Maďarská občanská unie (FIDESZ)
  - Křesťanskodemokratická lidová strana (KDNP)
  - Maďarské demokratické fórum (MDF)
  - Maďarská socialistická strana (MSZP)
  - Strana nezávislých malorolníků (FKGP)
  - Svaz svobodných demokratů (SZDSZ)

### NE
- Maďarská dělnická strana (Munkáspárt)
- Strana maďarské spravedlnosti a života (MIÉP)

## Výsledky

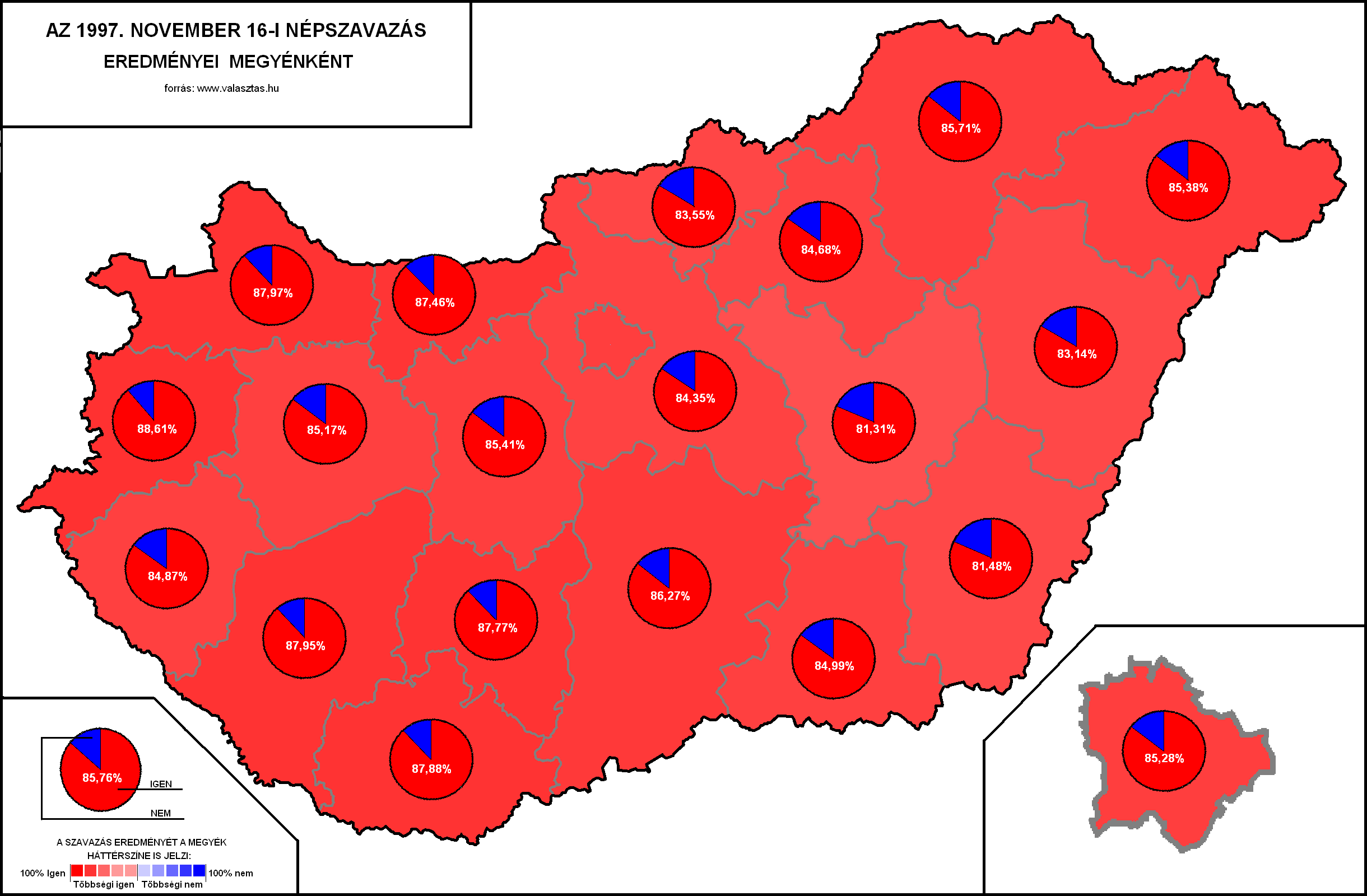
Mapa výsledků referenda podle jednotlivých žup a hlavního města

| Výsledky lidového hlasování o členství Maďarska v NATO (16. listopad 1997) |           |          |
| Počet oprávněných voličů                                                   | 8 059 039 | 100%     |
| Počet nehlasujících občanů                                                 | 4 090 371 |          |
| Počet hlasujících voličů                                                   | 3 968 668 | 49,24%   |
| - Z toho neplatné hlasy                                                    | 44 961    | 1,13%    |
| - Z toho platné hlasy                                                      |           |          |
| HLASY                                                                      | počet     | procenta |
| IGEN (ANO)                                                                 | 3 344 131 | 85,33%   |
| NEM (NE)                                                                   | 574 983   | 14,67%   |
| CELKEM                                                                     | 3 648 717 | 100%     |